# إذاعة نداء المعرفة

شعار إذاعة نداء المعرفة

إذاعة نداء المعرفة - صوت المشاريع هي إذاعة لبنانية مرخصة سياسية اجتماعية ثقافية تبث من بيروت إلى كل العالم. تعتمد في إرسالها البث الأرضي والإلكتروني، فعلى الصعيد الأرضي تغطي مختلف الأراضي اللبنانية وبعض المناطق في البلدان المجاورة من خلال الموجة القصيرة:91.1  و91.3  و91.5 FM.MHZ، كما يمكن متابعة بثها الإلكتروني من خلال موقعها الإلكتروني.

## موجاتها
تبث الإذاعة على الموجات التالية:
- لمنطقة بيروت وكل لبنان على الموجوات 91.1 و 91.5 ميغاهيرتز أف أم.
- الإنترنت: البث الحي.

## وصلات خارجية
- موقع الإذاعة